# Histoire du football américain

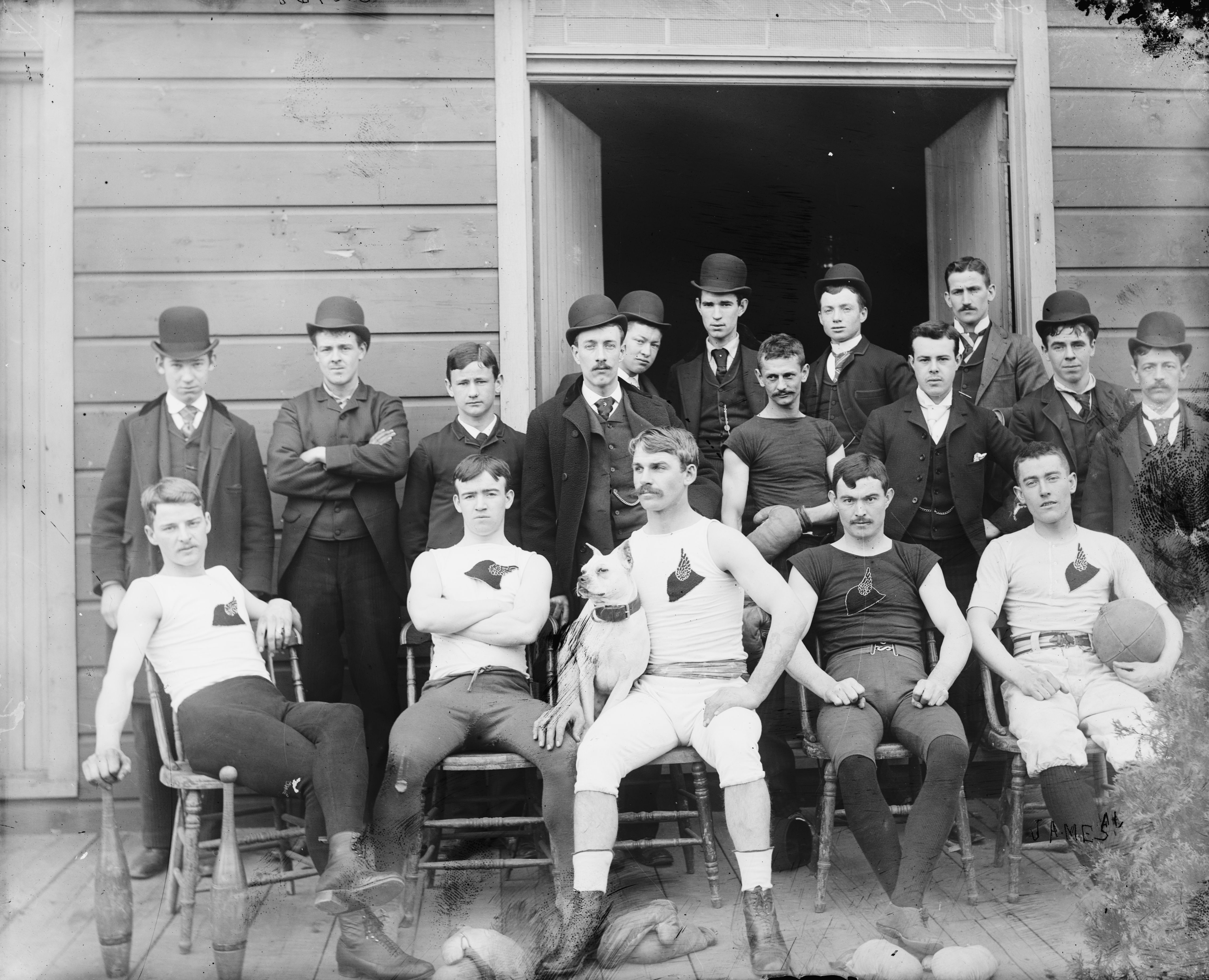
Une des premières équipes de football américain, du début du XXe siècle.

L'histoire du football américain, sport répandu aux États-Unis, est au commencement liée avec l'histoire du rugby. Les deux jeux ont leur origine dans les types de football joués au Royaume-Uni au milieu du XIXe siècle, dans lesquels l'objet est d'envoyer un ballon à un but avec le pied et/ou de courir avec le ballon à travers une ligne.
Le football américain résulte de plusieurs divergences majeures du rugby, notamment les changements de règle institués par Walter Camp, considéré comme le « père du football américain ». Parmi ces changements importants on retrouve l'introduction de la ligne d'engagement et du système des essais,. À la fin du XIXe siècle et au début du XXe siècle, des développements dans l'action du jeu introduits par des entraîneurs d'université comme Amos Alonzo Stagg, Knute Rockne et Glenn « Pop » Warner tirent bon parti de l'introduction de la passe en avant. La popularité du football universitaire augmente, devenant la version dominante du sport pendant la première moitié du XXe siècle. Les matchs de bowl, tradition du football universitaire, attirent un public national pour les équipes universitaires. Soutenu par des rivalités féroces, le football universitaire a toujours un grand attrait aux États-Unis.
L'origine du football américain professionnel peut trouver sa trace en 1892, quand William Heffelfinger a signé un contrat de cinq cents dollars pour jouer dans un match pour l'Association athlétique d'Allegheny contre le Club athlétique de Pittsburgh. En 1920, l'American Professional Football Association se forme. Cette ligue a changé son nom deux ans plus tard en devenant la National Football League (NFL), qui devient la ligue majeure du football américain. Sport d'abord populaire dans les villes industrielles du Middle West des États-Unis, le football professionnel devient un phénomène national. La popularité montante du football est probablement due à la finale du championnat de 1958, match qui est surnommé le « meilleur match de tous les temps » (Greatest Game Ever Played). Une ligue rivale à la NFL, l'American Football League (AFL), fait ses débuts en 1960 ; la pression mise sur la ligue plus ancienne a mené à une fusion entre les deux ligues et à la création du Super Bowl, qui est, chaque année l’événement télévisé le plus regardé aux États-Unis.

## Premières années

### Premiers jeux
Bien que l'on puisse citer des jeux de balle parmi les Amérindiens, les origines du football américain moderne remontent aux jeux traditionnels de balle joués dans les villages et les écoles européennes pendant plusieurs siècles avant la colonisation de l'Amérique. Les premiers colons à Jamestown en Virginie jouaient déjà avec des ballons gonflés au début du XVIIe siècle.
Les premiers jeux paraissent avoir beaucoup en commun avec le football de foule pratiqué en Angleterre, particulièrement pendant le festival de Mardi gras. Les jeux restent largement inorganisés avant le XIXe siècle, quand les jeux entre universités en anglais : intramural de football commencent à se jouer dans les campus universitaires. Chaque université joue sa propre version de football. Les étudiants de l'Université de Princeton jouent un jeu appelé ballown (« avoir le ballon ») déjà en 1820. En 1827 les étudiants de l'Université Harvard commencent une tradition sous le nom de Bloody Monday (« lundi sanglant »), qui consiste en un grand match entre les étudiants de première et de seconde année. À Dartmouth College les étudiants jouent leur propre version appelée Old Division Football, dont les règles sont publiées d'abord en 1871, bien que le jeu remonte aux années 1830. Tous ces jeux, et d'autres, partagent certains aspects. Ils restent largement des jeux du style « foule » : de très nombreux joueurs essayent d'avancer le ballon jusque dans une aire de but, souvent par tous les moyens nécessaires. Les règles sont simples et la violence et les blessures sont fréquentes. La violence de ces jeux du style « foule » mènent à des manifestations générales. L'Université Yale, sous pression de la ville de New Haven, bannit toute forme de football en 1860, et Harvard fait de même en 1861.

### «Jeu de Boston»
Pendant que le jeu se trouve banni dans les universités, il monte en popularité dans les lycées privés de la côte Est. En 1855, les ballons fabriqués et gonflables sont introduits. Ils sont beaucoup plus uniformes que les ballons qui étaient avant faits à la main ; il devient ainsi plus facile de porter le ballon et d'y donner un coup de pied. À cette époque, deux variations générales de football se sont développées : les jeux qui mettent un accent sur les coups de pied en anglais : kicking et ceux qui favorisent le portage du ballon en anglais : running. Un hybride des deux, connu sous le nom du « jeu de Boston », est joué par un groupe qui s'appelle le Oneida Football Club. Ce club, considéré par certains historiens comme le premier club officiel de football aux États-Unis, est formé en 1862 par des lycéens qui le jouent sur le Boston Common. Ils jouent principalement entre eux-mêmes, bien qu'ils organisent une équipe de non-membres pour jouer un match en novembre 1863, que les Oneidas gagnent facilement. Le jeu attire l'attention de la presse, et le « jeu de Boston » continue à se répandre tout au long des années 1860.
Le jeu revient aux campus universitaires à la fin des années 1860. Yale, Princeton, Rutgers et Brown commencent tous à jouer des jeux de kicking pendant cette période. En 1867, Princeton utilise des règles basées sur celles de la Fédération d'Angleterre de football. À la même époque, le Club de football de Montréal adopte un jeu de running qui ressemble au rugby.

## Football universitaire

### Rutgers vs. Princeton (1869)
Le 6 novembre 1869, l'Université Rutgers affronte l'Université de Princeton dans un match qui est longtemps considéré comme le premier match du football américain universitaire. Le match se joue sur un champ de Rutgers selon les règles de ces derniers, les deux équipes composées de 25 joueurs chacune devait mettre un ballon sphérique dans le but adverse uniquement à l'aide des pieds (porter ou lancer la balle était interdit), la première équipe qui marquait 6 buts était déclarée gagnante. Les Rutgers ont gagné cette rencontre sur le score de 6 à 4.
Cependant, selon les recherches de l'historien Stephen Fox, ce match de New York Ball pourrait être un match de football (soccer). Princeton et la NFL admettent désormais cette version.
La revanche s'est jouée la semaine suivante sur le terrain de Princeton selon leurs règles cette fois-ci (La différence notable est qu'un joueur qui attrape le ballon de volée se voit attribuer un "« coup franc »). Princeton remporte la rencontre par 8 buts à 0. L'université Columbia rejoint la « ligue » en 1870, suivie en 1872 par d'autres universités, notamment Yale.

### Standardisation des règles (1873 - 1880)
Le 19 octobre 1873, des représentants de Yale, Columbia, Princeton et Rutgers se retrouvent à l'Hôtel Fifth Avenue à New York, pour codifier le premier règlement du football inter-universitaire. Avant cette réunion, chaque université a son propre règlement et les matchs se jouent principalement en utilisant les codes de l'équipe locale. Les participants dans cette réunion dressent une liste de règles pour les matchs de football inter-universitaires, basée plus sur le football association (soccer) que sur le rugby.
Harvard, qui joue le « jeu de Boston », version de football qui permet que l'on porte le ballon, refuse d'assister à cette conférence et continue à jouer selon son propre code. Tandis que l'absence volontaire de Harvard à la réunion entrave l'organisation des matchs contre d'autres universités américaines, cette université relève le défi de jouer contre l'Université McGill de Montréal dans une série de deux matchs. L'équipe de McGill se rend à Cambridge pour rencontrer Harvard. Le 14 mai 1874, Harvard gagne le premier match, joué selon les règles de « Boston », avec un score de 3-0. Le lendemain, les deux équipes jouent au rugby et font match nul: 0-0.

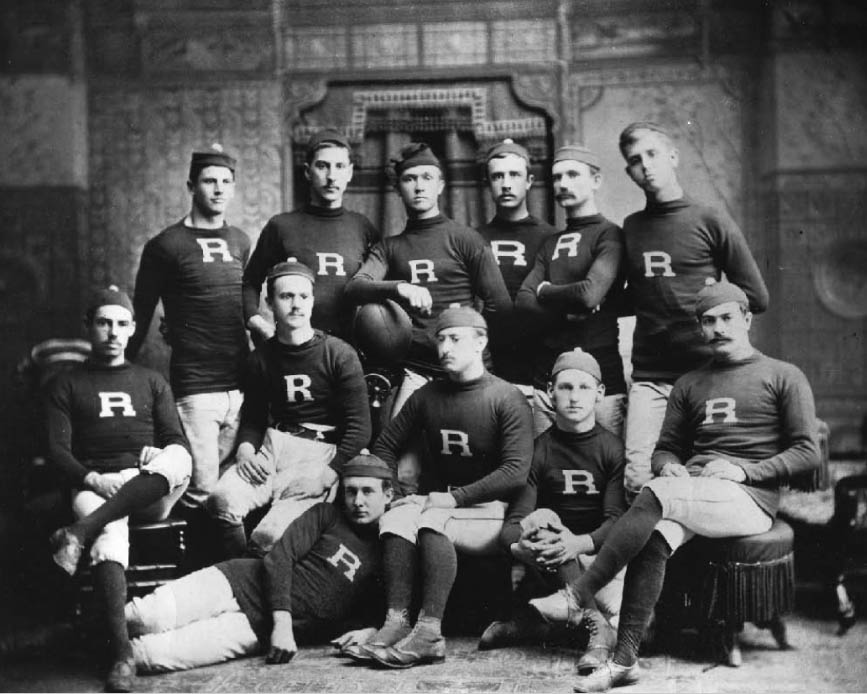
L'équipe de Rutgers de 1882, dans des uniformes typiques de l'époque.

Harvard prend goût vite au jeu de rugby, en particulier, au système de l'essai qui auparavant ne s'utilise pas dans le football américain. L'essai deviendra plus tard le score appelé touchdown. À la fin de 1874, l'équipe de Harvard se rend à Montréal pour jouer contre McGill au rugby ; Harvard gagne de trois essais. Un an plus tard, le 4 juin 1875, Harvard rencontre l'Université de Tufts dans le premier match entre deux universités américaines joué selon des règles semblables à celles du match de McGill et Harvard. Tufts gagne avec un score de 1-0. Le premier match entre Harvard et Yale (appelé aux États-Unis The Game, « Le Match ») a lieu le 13 novembre 1875, selon un règlement connu sous le nom du « règlement concessionnaire ». Yale perd le match, 4-0, tout en trouvant qu'eux aussi, ils préfèrent la version style rugby. Des spectateurs importent le jeu dans leurs universités, où il se popularise.
Le 23 novembre 1876, des représentants de Harvard, Yale, Princeton et Columbia se rencontrent à la maison Massacoit à Springfield pour standardiser un nouveau règlement basé sur le jeu de rugby qui fut introduit à Harvard par McGill en 1874. Le règlement se base largement sur le code de la Fédération anglaise de rugby à XV, mais avec une différence importante : comme moyen principal pour marquer un point, on remplace le but d'un coup de pied avec le touchdown. Ce changement se produira plus tard en rugby aussi, où l'on favorise l'essai comme moyen de marquer un point. À la suite de la réunion, trois universités — Harvard, Columbia et Princeton — forment l'Association inter-universitaire de football. Yale ne rejoindra le groupe que dans l'année 1879, à cause d'un désaccord à propos du nombre des joueurs par équipe.

#### Walter Camp: père du football américain
Walter Camp est largement considéré comme le personnage le plus important dans le développement du football américain,,.

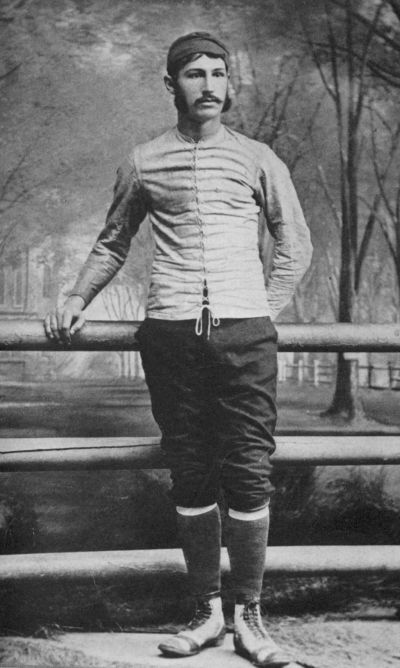
Walter Camp, « père du football américain », dans une photographie de 1878, quand il est capitaine de l'équipe de Yale

Dans sa jeunesse, il excelle dans des sports comme l'athlétisme, le baseball et le soccer (football). Après s'être inscrit à Yale en 1876, il gagne un palmarès dans chaque sport offert par l'université.
Camp va régulièrement aux conventions de la maison Massasoit, où les règlements sont discutés et changés. Il propose son premier changement des règles dans la première réunion à laquelle il assiste en 1878 : une réduction de quinze à onze joueurs. La motion est rejetée à l'époque mais adoptée en 1880. L'effet de ce changement est de dégager le terrain et de mettre l'emphase sur la vitesse au lieu de la force. Les changements de Camp les plus célèbres, l'établissement d'une ligne d'engagement (ou « ligne de mêlée », anglais: « line of scrimmage ») et de la remise en jeu du ballon (« snap ») du centre au quarterback, sont adoptés en 1880. Au départ, le centre exécute la remise en jeu avec le pied. Des changements postérieurs rendent possible la remise avec les mains, soit dans l'air, soit par une passe directe d'une main à l'autre.
Les nouvelles règles sur la ligne d'engagement révolutionnent le jeu, mais pas toujours comme on les anticipait. Princeton, en particulier, se sert de cet aspect du jeu pour ralentir le jeu et pour s'avancer vers l'extrémité de la zone au fur et à mesure, avec chaque down. Au lieu d'augmenter le nombre de buts, dessein original de Camp, on exploite la règle pour garder le contrôle du ballon pendant un match entier, ce qui donne des matchs lents et sans intérêt. À la conférence de 1882, Camp propose qu'une équipe soit obligée d'avancer le ballon un minimum de cinq yards en trois tentatives ou moins. Ces règles de « down-and-distance », combinées avec l'établissement de la ligne d'engagement, transforment le jeu d'une variation de rugby ou de soccer dans un sport distinct : le football américain.
Camp est au centre de plusieurs changements plus importants qui finissent par définir le football américain. En 1881, le terrain se réduit aux dimensions modernes de 120 yards sur 53 1/3 (109.7 sur 48,8 m). Plusieurs fois en 1883, Camp fait des retouches au système de pointage, arrivant finalement à quatre points pour un touchdown, deux points pour un but après le touchdown, deux points pour un safety et cinq points pour un field goal. En 1887, la durée d'une partie se fixe à deux mi-temps de 45 minutes chacune. Dans la même année on décide d'avoir dans chaque match deux arbitres avec des fonctions différentes : un « referee » et un « umpire ». Un an plus tard, on change les règles pour permettre le plaquage au-dessous de la taille, et en 1889, on donne des sifflets et des chronomètres aux arbitres.
Après avoir quitté Yale en 1882, Camp travaille à la New Haven Clock Company jusqu'à sa mort en 1925. Bien qu'il ne soit plus joueur, il continue à assister aux conférences sur les règlements tout au long de sa vie, et il sélectionne personnellement une équipe « All-American » (de toute l'Amérique) chaque année de 1898 jusqu'en 1924. La Walter Camp Football Foundation continue à choisir de telles équipes en son honneur.

### Expansion (1880 - 1904)
Le football universitaire se répand beaucoup pendant les deux dernières décennies du XIXe siècle. En 1880, seulement huit universités ont réuni des équipes inter-universitaires, mais en 1900, le nombre augmente jusqu'à quarante-trois. Plusieurs rivalités importantes datent de cette époque.
En 1879, l'Université du Michigan devient la première université à l'ouest de la Pennsylvanie à avoir une équipe de football. D'autres universités dans le Midwest suivent l'exemple, y compris l'Université de Chicago, l'Université Northwestern et l'Université du Minnesota. La première ligue nationale de football universitaire, la Conférence inter-universitaire des représentants des facultés (Intercollegiate Conference of Faculty Representatives ou la Western Conference), précurseur de la Big Ten Conference, est fondé en 1895.
Dirigé par l'entraîneur légendaire Fielding Yost, Michigan devient la première « puissance de l'ouest ». De 1901 à 1905, Michigan a une série de cinquante-six matchs sans défaite, y compris le premier match universitaire hors de saison, le Rose Bowl. Pendant cette série, Michigan gagne 2 831 points contre 40 chez ses adversaires.
Autre entraîneur légendaire, Amos Alonzo Stagg de l'Université de Chicago, passe la plupart de sa carrière dans la Western Conference. Il travaille d'abord à la Springfield International YMCA Training School, puis à Chicago, puis à l'Université du Pacifique, pour un total de cinquante-sept ans. Même en 2007 il classe à la septième place sur la liste des entraîneurs les plus réussis, avec 314 victoires.

### Violence et controverse (1905)
Dès ses premiers jours comme jeu de foule, le football est un sport violent. Le match Harvard-Yale de 1894, connu comme le « bain de sang dans Hampton Park », résulte dans des blessures invalidantes pour quatre joueurs ; les rencontres sont suspendues jusqu'en 1897. Le match annuel entre l'Armée et la Marine est suspendu entre 1894 et 1898 pour des raisons similaires. Un des grands problèmes est la popularité de formations de masse comme la « formation en coin » (flying wedge), dans lequel de nombreux joueurs offensifs chargent comme un bloc vers une défense disposée de la même manière. Les collisions résultantes mènent souvent à des blessures graves et parfois même à la mort. 
La situation aboutit en 1905 où l'on compte dix-neuf décès dans tout le pays. Le président Theodore Roosevelt menace d'interdire le jeu si des changements radicaux ne sont pas effectués. Un changement de 1906, inventé pour faire ouvrir le jeu et réduire les blessures, est la légalisation de la passe en avant. Bien que l'on ne s'en serve pas énormément dans les premières années, ce changement s'avère être le dernier changement de règle dans l'affermissement du jeu moderne. Le 28 décembre 1905, des représentants de soixante-deux universités se retrouvent à New York pour discuter les changements des règles. Par suite de cette réunion se forme la National Collegiate Athletic Association.

### Modernisation et innovation (1906 - 1930)

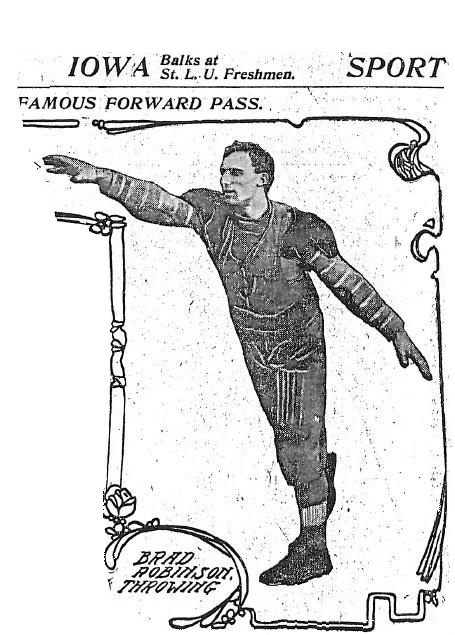
1906 St. Louis Post-Dispatch photo de Brad Robinson, qui a lancé la première passe

Par suite des réformes de 1905 à 1906, les formations de masse deviennent illégales et les passes en avant, légales. Bradbury Robinson, sous l'entraîneur visionnaire Eddie Cochems à l'Université de Saint-Louis, lance la première passe en avant le 5 septembre 1906, dans un match contre Carroll College à Waukesha, dans le Wisconsin. D'autres changements importants, adoptés formellement en 1910, sont les suivants : on introduit la règle qu'il doit y avoir au moins sept joueurs offensifs  dans la ligne d'engagement au moment de la remise en jeu, on interdit que l'on pousse ou tire les autres joueurs et on exclut la possibilité de s'entrelacer les bras pour former un bloc. Ces changements réduisent énormément le potentiel des collisions et des blessures. Plusieurs entraîneurs surgissent pour profiter de ces changements complets. Amos Alonzo Stagg introduit de telles innovations comme la conférence ou le caucus en anglais : huddle, le mannequin d'entraînement et le changement de formation juste avant la remise en jeu. D'autres entraîneurs, comme Pop Warner et Knute Rockne, introduisent de nouvelles stratégies qui demeurent une partie du jeu jusqu'à nos jours.
Outre ces innovations dans l'entraînement, plusieurs changements de règles pendant le premier tiers du XXe siècle ont un impact profond sur le jeu, principalement dans une augmentation de l'importance des passes. En 1914, on met en œuvre la première pénalité pour rudesse contre le passeur. Avant 1918, un règlement obligeait aux joueurs de lancer le ballon dans des aires déterminées du terrain ; en 1918, on change cette règle pour permettre aux joueurs éligibles de recevoir le ballon n'importe où sur le terrain. Les règles à propos du comptage des points changent aussi : en 1909, on fixe les placements à trois points, et en 1912, on augmente le nombre de points pour un touchdown jusqu'à six.
Des joueurs d'élite qui apparaissent dans les premières années du XXe siècle sont Jim Thorpe, Red Grange et Bronko Nagurski ; ces trois joueurs font la transition à la NFL dans son enfance et aident à la transformer dans une véritable ligue. Le journaliste Grantland Rice aide à populariser le sport avec ses descriptions poétiques des matchs et ses surnoms pittoresques pour les plus grands joueurs, y compris le « Fantôme Gallopant » (The Galloping Ghost) de l'Université de l'Illinois (Red Grange), les «Quatre Cavaliers» de l'université Notre-Dame et les «Sept Blocs de Granit» de l'Université Fordham.

### Du régional au national (1930 - 1958)
Dans les années 1930 le jeu universitaire continue à croître, particulièrement dans le Sud des États-Unis, soutenu par des rivalités acharnées comme « la Rivalité la plus vieille du Sud profond », entre l'Université de Géorgie et l'Université d'Auburn. Bien qu'avant les années 1920 la plupart des puissances nationales viennent du Nord-Est des États-Unis ou du Middle West, la tendance change quand plusieurs équipes du Sud obtiennent un succès national. L'équipe de l'Université d'Alabama, sous l'arbitrage de Wallace Wade, gagne le Rose Bowl en 1926, recevant son premier titre national, et l'équipe du Georgia Institute of Technology, sous l'arbitrage de William Alexander, bat l'Université de Californie dans le Rose Bowl de 1929. Le football universitaire devient vite le sport le plus populaire dans le Sud.

### Le football universitaire moderne (1958 - présent)
Après l'énorme succès à la télévision du match de championnat de la National Football League en 1958, le football universitaire ne jouit plus de la même popularité que la NFL, du moins au niveau national. Bien que les deux jeux profitent de l'avènement de la télévision, depuis la fin des années 1950, la NFL devient un sport populaire au niveau national tandis que le football universitaire maintient des liens régionaux forts,,.

#### Développement des matchs de bowl
| Développement des matchs de bowl, 1930 - 2008 |                  |
| Année                                         | nombre de matchs |
| 1930                                          | 1                |
| 1940                                          | 5                |
| 1950                                          | 8                |
| 1960                                          | 8                |
| 1970                                          | 8                |
| 1980                                          | 15               |
| 1990                                          | 19               |
| 2000                                          | 25               |
| 2008                                          | 34               |

En 1940, il n'y a que cinq matchs de bowl : Rose, Orange, Sugar, Sunday et Cotton. Dans les années cinquante, trois autres sont ajoutés à ce nombre, mais en 1970, il n'y en a encore que huit. Le nombre passe à onze en 1976. Avec la naissance de la télévision par câble et des réseaux de sport comme ESPN, il y a quinze bowls en 1980. Avec plus de sites nationaux et l'augmentation des revenus disponibles, les bowls sont l'objet d'une croissance explosive dans les années 1980 et 1990. Dans les trente ans de 1950 à 1980, sept bowls sont ajoutés à au total. De 1980 à 2008, encore 19 bowls sont ajoutés,. Certains critiquent cette croissance, soutenant que l'augmentation du nombre de bowls a dilué l'importance de jouer dans un match de bowl. Pourtant, d'autres rétorquent que l'augmentation du nombre de matchs a augmenté la visibilité et les revenus pour plus d'écoles et la considèrent comme une évolution positive.
Avec la croissance des matchs de bowl, il est difficile de déterminer un champion national d'une manière juste et équitable. Pendant que les conférences deviennent liés par contrat à des matchs de bowl (situation connu comme sous le nom de « tie-in »), les rencontres garantissant l'admission générale d'un champion national deviennent de plus en plus rares. En 1992, sept conférences et Notre-Dame, qui est indépendante, forment la Bowl Coalition, qui tente d'organiser, une fois par an, une rencontre entre la première et seconde équipe selon les classements finaux faits par l'Associated Press. La Coalition dure pendant trois ans, mais de nombreux problèmes de planification l'empêchent ; les tie-ins ont encore priorité dans plusieurs cas. Par exemple, les champions de la SEC et la Big Eight champions ne peuvent jamais se rencontrer, car ils sont contractuellement liés à de différents matchs de bowl. La coalition exclut également le Rose Bowl, sans doute le match le plus prestigieux dans le pays, et deux grandes conférences — la Pac-10 et la Big Ten. En 1995, la Coalition est remplacée par la Bowl Alliance, qui réduit le nombre de matchs de bowl qui peuvent accueillir un championnat national à trois — le Fiesta Bowl, le Sugar Bowl, et l'Orange Bowl — et le nombre de conférences participantes à cinq — l'ACC, la SEC, Southwest, la Big Eight et la Big East. On convient que la première et la seconde équipe classée abandonnent leurs tie-ins et qu'ils se rencontrent au championnat national, qui alterne entre les trois participants des bowls. Le système n'a toujours pas l'appui de la Big Ten, la Pac-10, ni le Rose Bowl, et, par conséquent n'a toujours pas la légitimité d'un véritable championnat national,.

#### Bowl Championship Series
En 1998, un nouveau système est mis en place : la Bowl Championship Series. Pour la première fois, elle comprend toutes les grandes conférences (l'ACC, Big East, Big 12, Big Ten, Pac-10, et la SEC) et tous les quatre grands matchs de bowls (Rose, Orange, Sugar et Fiesta). Les champions de ces six conférences, ainsi que deux équipes de plus choisies de l'ensemble anglais : at large, sont invités à jouer dans les quatre matchs de bowl. Chaque année, l'un des quatre matchs de bowl sert comme un championnat national. On établit aussi un système complexe pour classer les équipes, avec des sondages humains, des classements fait par l'ordinateur et des calculs des dates meilleures. Sur la base de ce système de classement, la première et la seconde équipe se rencontrent chaque année dans le championnat national. Les tie-ins traditionnels sont maintenus pour les universités et les bowls qui ne font pas partie du championnat national. Par exemple, dans les années où il ne fait pas partie du championnat national, le Rose Bowl accueille les champions de la Big Ten et la Pac-10.
Le système continue à changer, car la formule de classement des équipes est modifié d'année en année. Les équipes at-large peuvent être choisies parmi l'une des conférences Division I, bien qu'il n'y arrive qu'une fois qu'une des équipes vient d'une conférence non-affiliée avec la BCS (Utah en 2005). À partir de la saison 2006, un cinquième match, tout simplement appelé le BCS National Championship Game, est ajoutée au calendrier. Il se joue sur le site de l'un des quatre matchs de bowl BCS sur une base alternante, toujours une semaine après le bowl ordinaire. Cela permet la BCS de choisir deux équipes at-large en plus. On change aussi les règles pour pouvoir ajouter les champions de cinq conférences (la Conference USA, la Mid-American Conference, la Mountain West Conference, la Sun Belt Conference et la Western Athletic Conference), à condition que ces champions classent parmi les douze meilleures équipes dans le classement final de la BCS classement final. Chaque saison, depuis que ce changement de la réglementation est mis en œuvre, les écoles non-BCS jouent dans des bowls BCS, à savoir Boise State en 2006, Hawaii en 2007, et Utah en 2008.

## Football professionnel

### Premiers joueurs, équipes et ligues (1892 - 1919)
Au début du XXe siècle, le football commence à avoir du succès parmi la population générale des États-Unis et fait l'objet des rivalités intenses, mais d'une nature locale. Bien que les paiements aux joueurs soient considérés à l'époque indignes et sans honneur, un club dans les environs de Pittsburgh, l'Allegheny Athletic Association, engage à la dérobée l'ancien guard All-American de Yale, William Heffelfinger. Le 12 novembre 1892 Heffelfinger devient le premier joueur de football professionnel. Il est payé 500 dollars pour jouer dans un match contre le Pittsburgh Athletic Club. Heffelfinger ramasse un fumble commis par Pittsburgh et court 35 yards pour un touchdown, remportant le match pour Allegheny avec un score de 4 à 0. Bien que les observateurs aient des soupçons, le paiement reste secret pendant des années,,,.
Le 3 septembre 1895 le tout premier jeu professionnel se joue à Latrobe dans la Pennsylvanie, entre la Young Men's Christian Association de Latrobe et le Jeannette Athletic Club. Latrobe gagne le concours 12-0,. En 1897, la Latrobe Athletic Association paie tous ses joueurs pour toute la saison, devenant la première vraie équipe de football professionnel. Trois ans plus tard, en 1899, le Morgan Athletic Club, du South Side de Chicago est fondé. Cette équipe devient plus tard les Cardinals de Chicago, qui est maintenant connue sous le nom des Cardinals de l'Arizona. Cette équipe est la plus ancienne équipe de football professionnel qui a existé sans interruption, (même si Watertown Red & Black, équipe semi-professionnel datant de 1896, a la même prétention).
La première ligue de football professionnel, connue sous le nom de National Football League (mais différente de la ligue moderne), commence en 1902 avec des matchs entre des équipes des états mid-Atlantic. Plusieurs clubs de baseball forment des équipes de football pour jouer dans la ligue, y compris les Athletics de Philadelphie et les Phillies de Philadelphie. La ligue organise aussi un tournoi de cinq équipes, connu sous le nom de la World Series of Football. La ligue et le tournoi ne durent que deux saisons.
Le jeu s'étend à l'ouest dans l'état d'Ohio, qui devient le centre du football professionnel pendant les premières décennies du XXe siècle. De petites villes comme Massillon, Akron, Portsmouth, and Canton maintiennent tous des équipes professionnelles dans une coalition sous le nom de la "Ohio League," prédécesseur direct de la National Football League moderne. En 1915, les Canton Bulldogs engagent Jim Thorpe, ancien olympien venant de la Carlisle Indian School. Thorpe devient le visage du football professionnel pour plusieurs années et est présent à la fondation de la National Football League cinq ans plus tard,.

### Premières années de la NFL (1920 - 1945)

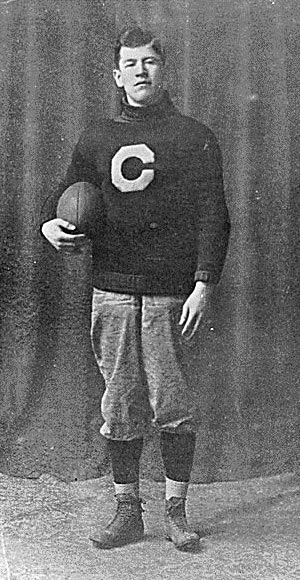
Jim Thorpe, premier président de la NFL, montré ici dans son uniforme de la Carlisle Indian School.

### Formation
En 1920, la première ligue professionnelle, l'American Professional Football Association, est fondé, dans une réunion dans un concessionnaire automobile Hupmobile à Canton, en Ohio. Jim Thorpe est élu le premier président de la ligue. Après plusieurs autres rencontres, la liste de membres est formalisée. Les équipes originelles sont,:
- les Akron Pros ;
- les Buffalo All-Americans ;
- les Canton Bulldogs ;
- les Chicago Tigers (en) ;
- les Cleveland Indians ;
- les Columbus Panhandles ;
- les Dayton Triangles ;
- les Decatur Staleys ;
- les Detroit Heralds (en) ;
- les Hammond Pros (en) ;
- les Muncie Flyers ;
- les Racine Cardinals ;
- les Rochester Jeffersons ;
- les Rock Island Independents.

Dans ses premières années la ligue est peu plus qu'un accord formel entre les équipes pour leur permettre de jouer entre eux-mêmes et de déclarer un champion à la fin de la saison. On permet encore aux équipes de jouer contre des équipes qui n'appartiennent pas à la ligue. Pendant la saison 1920, plusieurs équipes abandonnent la ligue. Seulement quatre équipes—Akron, Buffalo, Canton et Decatur—terminent le programme de matchs. Akron prétend être le premier champion de la ligue, puisqu'ils restent invaincus pendant toute la saison,.

#### Expansion
En 1921, plusieurs autres équipes adhèrent à la ligue, ce qui augmente le nombre de membres à vingt-deux. Parmi les nouvelles additions sont les Packers de Green Bay, qui ont aujourd'hui le record pour l'utilisation ininterrompue la plus longue d'un nom d'équipe. Dans la même année, A. E. Staley, propriétaire des Staleys de Decatur, vend son équipe au joueur-arbitre George Halas, qui par la suite deviendra un des personnages les plus importants dans le premier demi-siècle de la NFL. Halas mute l'équipe à Chicago mais retient le surnom des Staleys. En 1922, L'équipe est rebaptisé les Bears de Chicago,.
Au milieu des années 1920, la NFL compte vingt-cinq équipes, et une ligue rivale, connue sous le nom de la American Football League, est formée. L'AFL échoue après une seule saison, mais elle symbolise un intérêt croissant dans le jeu professionnel. Plusieurs stars du sport universitaire adhèrent à la NFL, notamment Red Grange de l'Université de l'Illinois, qui adhère aux Bears, faisant une tournée célèbre dans la région en 1925,.

#### Partie éliminatoire de 1932
À la fin de la saison de 1932, les Bears de Chicago et les Spartans de Portsmouth sont ex æquo avec les meilleurs records de la saison régulière. Pour déterminer la championne, la ligue vote pour organiser sa première partie éliminatoire. À cause du mauvais temps, le match a lieu à l'intérieur du stade de Chicago, ce qui force des changements de règles temporaires. Chicago gagne, 9 à 0. La partie s'avère si populaire que la ligue se réorganise dans deux divisions pour la saison de 1933 ; les gagnants avancent au match de championnat. Un nombre de nouveaux changements de règles sont institués : les poteaux de but sont déplacés à la ligne de but, chaque jeu commence entre les hash marks et les passes en avant peuvent être lancées de toute l'aire derrière la ligne d'engagement (au lieu de seulement les premiers cinq yards derrière cette ligne),,. En 1936, la NFL institue son premier système de sélection des joueurs universitaires (NFL Draft). La première sélection est le gagnant du Heisman Trophy, Jay Berwanger, mais il refuse de jouer au niveau professionnel. Dans la même année, une autre AFL se forme, mais elle ne dure que deux saisons.

#### Années de guerre
En 1941, la NFL nomme son premier commissaire, Elmer Layden. La nouvelle position remplace celle du président. Layden est en fonction pendant cinq ans, avant d'être remplacé en 1946 par Bert Bell, copropriétaire des Pittsburgh Steelers.
Pendant la Seconde Guerre mondiale, un manque de joueurs mène à une diminution de la ligue, comme plusieurs équipes ferment et d'autres fusionnent. Parmi les équipes fusionnées, qui ne durent pas longtemps, sont les Steagles (Pittsburgh et Philadelphie) en 1943, les Carpets (les Cardinals de Chicago et Pittsburgh) en 1944 et une équipe formée de la fusion des Dodgers de Brooklyn et des Yanks de Boston en 1945,.

### Stabilité et croissance de la NFL (1946 - 1957)
1946 est une année importante dans l'histoire du football professionnel. Bert Bell devient commissaire de la NFL, ce qui donne une source stable de direction pendant les prochains 13 ans,. Avant qu'il ne devienne commissaire, le nombre de membres varie beaucoup ; entre 1920 et 1945, 53 équipes deviennent défuntes. En 1946, la NFL a dix équipes, dont neuf sont toujours en opération aujourd'hui. La ligue participe à la déségrégation en 1946, quand les Rams de Los Angeles signent deux joueurs afro-américains, Kenny Washington et Woody Strode. Dans la même année, une ligue rivale, la All-America Football Conference (AAFC), débute.
Pendant les années 1950, d'autres équipes entrent dans la ligue. En 1950, l'AFFC ferme, et trois équipes de cette ligue sont absorbées dans la NFL : les Browns de Cleveland (qui ont gagné le championnat de l'AAFC chaque année de l'existence de la ligue), les 49ers de San Francisco et les Colts de Baltimore (pas la même équipe qu'aujourd'hui ; cette version fait échec après un an). Les joueurs restants sont choisis par les équipes de la NFL dans un dispersal draft. Dans la même année, les Rams de Los Angeles deviennent la première équipe à téléviser son horaire complet, ce qui marque le début d'une relation importante entre la télévision et le football professionnel. En 1952, les Texans de Dallas font échec (la dernière équipe à le faire). L'année prochaine, les nouveaux Colts de Baltimore se forment pour racheter l'actif des Texans. Le syndicat des joueurs, la NFL Players Association, se forme en 1956.

### Suprématie de la NFL (1958-présent)

#### «Le meilleur match qui ait jamais été joué»
À la conclusion de la saison de 1958, les Colts de Baltimore et les Giants de New York se retrouvent au Yankee Stadium pour déterminer le champion de la ligue. Faisant match nul après soixante minutes de jeu, c'est la première fois dans la NFL que l'on utilise la règle de la mort subite. Le score final est de 23 à 17 pour les Colts de Baltimore. Depuis lors, ce match sera connu comme «le meilleur match qui ait jamais été joué» (the greatest game ever played). Il est diffusé à la NBC, et l'exposition résultante représente un point tournant dans l'histoire du football professionnel, aidant à pousser la NFL à devenir l'une des ligues de sports les plus populaires aux États-Unis,,. Le journaliste Tex Maule appelle cette rencontre «un match vraiment épique qui a enflammé l'imagination d'un public national». Malgré le succès du match, la NFL ne développe pas sa couverture à la télévision, ni négocie un contrat de télévision pour toute la ligue.

#### American Football League et une fusion de deux ligues
En 1959 Bert Bell, commissaire de la NFL de longue date, meurt d'une crise cardiaque en assistant à un match Eagles-Steelers à Franklin Field. Cette même année, Lamar Hunt, homme d'affaires de Dallas, Texas, dirige la formation de la ligue rivale American Football League, la quatrième ligue à porter ce nom, avec Joe Foss, héros de guerre et ex-gouverneur du Dakota du Sud, comme commissaire. Contrairement aux ligues rivales précédentes, et soutenue par exposition à la télévision, l'AFL pose une menace importante à la domination de la NFL dans le monde du football professionnel. À l'exception de Los Angeles et New York, l'AFL évite de placer des équipes dans des marchés où ils sont en concurrence directe avec des franchises NFL établies. En 1960, l'AFL commence à jouer avec huit équipes et un calendrier avec un double tournoi à la ronde de quatorze matchs. Le nouveau commissaire de la NFL, Pete Rozelle, prend ses fonctions dans la même année.
L'AFL devient une alternative viable à la NFL, comme il fait un effort concerté pour attirer des athlètes déjà établis, engageant la moitié des choix de la première ronde du repêchage de la NFL en 1960. L'AFL travaille dur pour obtenir des joueurs supérieurs des universités, beaucoup des sources pratiquement inexploitées par la ligue établie : les petites universités et les universités principalement noires. Deux des huit entraîneurs des huit franchises originales de la AFL, Hank Stram (Texans/Chiefs) et Sid Gillman (Chargers) ont finalement été intronisés au Temple de la renommée. Dirigée par le propriétaire des Raiders d'Oakland et le commissaire Al Davis, l'AFL crée un « trésor de guerre » pour attirer les meilleurs talents avec des salaires plus élevés que ceux qu'ils obtiennent dans la NFL. Babe Parilli, ancien quarterback des Packers de Green Bay devient une star pour les Patriots de Boston pendant les premières années de l'AFL, et Joe Namath, passeur de l'Université d'Alabama, rejette la NFL en faveur des Jets de New York. Namath devient le visage de la ligue car il a atteint l'apogée de sa popularité dans le milieu des années 1960. Les méthodes de Davis réussissent, et en 1966, la ligue cadette force une fusion partielle avec la NFL. Les deux ligues acceptent d’avoir un repêchage commun et de jouer dans un match de championnat commun de fin de saison, connu sous le nom du Championnat mondial AFL-NFL. Deux ans plus tard, le nom du jeu est remplacé par le nom Super Bowl,, Les équipes de la AFL remportent les deux prochains Super Bowls, et en 1970, les deux ligues fusionnent pour former une nouvelle ligue de 26 équipes. La NFL nouvellement élargie incorpore finalement certaines innovations qui ont mené au succès de l'AFL, telles que, notamment, les noms sur les maillots des joueurs, les horloges officielles sur le tableau de bord, les contrats de télévision nationale, et le partage des revenues de la vente des billets et des émissions de television et de radio entre les équipes à domicile et les équipes de visite.

#### La NFL moderne
La NFL continue de croître, adoptant finalement certaines innovations de l'AFL, y compris la conversion de deux points après un touchdown. Il s'agrandit (à plusieurs reprises) jusqu'à 32 équipes, et le Super Bowl devient plus qu'un simple championnat de football. L'un des événements les plus populaires télévisés chaque année aux États-Unis, il devient une source importante de recettes publicitaires pour les chaînes de télévision qui l'adoptent et sert comme un moyen pour les compagnies de lancer des publicités compliquées et coûteuses pour leurs produits. La NFL devient finalement la ligue la plus populaire d'un sport de spectateur aux États-Unis.
Une des choses qui différencie la NFL moderne des autres grandes ligues de sport professionnel est la parité apparente entre ses 32 équipes. Bien que de temps en temps, des équipes dominantes surgissent, on considère la NFL comme une des rares ligues où chaque équipe a une chance réelle de remporter le championnat d'année en année. Le contrat de travail complexe de la ligue avec le syndicat des joueurs, qui prévoit un plafond salarial et le partage des recettes entre les clubs, empêche les équipes les plus riches de stocker les meilleurs joueurs et donne même aux équipes dans les petites villes telles que Green Bay et La Nouvelle-Orléans la possibilité de concourir pour le Super Bowl. L'un des principaux architectes de ce contrat de travail est l'ancien commissaire de la NFL Paul Tagliabue, qui préside la ligue de 1989 à 2006. En plus de donner de la parité entre les clubs, le contrat de travail actuel, créé en 1993 et renouvelé en 1998 et 2006, maintient les salaires des joueurs à un bas niveau, le plus bas parmi les quatre sports des ligues majeures dans les États-Unis et contribue à faire de la NFL la seule grande ligue de sport professionnel américain depuis 1993 à ne pas souffrir ni la grève des joueurs ni un arrêt de travail.

#### Autres ligues professionnelles
Plusieurs autres ligues professionnelles de football américain ont été créées depuis la fusion de l'AFL et de la NFL sans qu'aucune n'ait le succès de l'AFL. En 1974, la World Football League est créée et parvient à attirer plusieurs stars de la NFL comme Larry Csonka avec des contrats lucratifs. Cependant, la plupart des franchises ne s'avèrent pas financièrement viables et la ligue est dissoute en 1975 ; l'équipe de Csonka, les Memphis Southmen qui est la plus stable financièrement tente ensuite de se joindre sans succès à la NFL.
En 1982, la United States Football League créée comme une ligue de printemps obtient un succès modéré pendant ses deux premières saisons grâce à des stars comme Jim Kelly et Herschel Walker. Elle modifie son calendrier en 1985 et tente de concurrencer directement la NFL mais échoue et doit interrompre ses activités bien qu'ayant remporté un procès anti-monopole contre sa rivale.
La NFL crée une ligue de développement connue sous le nom de World League of American Football avec des équipes basées aux États-Unis, au Canada et en Europe. La WLAF est active de 1991 à 1992 avant de s'interrompre deux ans et d'être renommée NFL Europe en 1995 et n'être composée que d'équipes européennes. Renommée NFL Europa en 2006, elle interrompue en 2007 par la NFL qui annonce concentrer ses efforts marketing internationaux sous d'autres formes.
En 2001, la XFL est formée par la World Wrestling Federation et la chaîne de télévision NBC mais elle est dissoute après une seule saison en raison d'un manque d'intérêt. Quelques stars de la XFL comme Tommy Maddox et Rod Smart obtiennent ensuite du succès dans la NFL. 
La United Football League qui débute en 2009 est composée de cinq franchises professionnelles. Les promoteurs en sont Mark Cuban, le magnat des médias et propriétaire des Dallas Mavericks de la National Basketball Association et William Hambrecht un investisseur de Wall Street,.

## Football dans les écoles secondaires et chez les jeunes
Le football américain est un sport populaire chez les jeunes. Une des plus anciennes organisations de football pour les jeunes est fondée en 1929 à Philadelphie sous le nom de Junior Football Conference par Joe Tomlin ; celui-ci la crée pour occuper les enfants qui vandalisent l'usine qu'il possède. Originellement composée de quatre équipes, elle en compte seize en 1933. Pop Warner, qui vient d'être engagé comme entraîneur de l'équipe de l'Université Temple, accepte de donner une conférence à 800 joueurs de la ligue qui devient la Pop Warner Conference à la fin de la même journée.
Aujourd'hui connue sous le nom de Pop Warner Little Scholars, la ligue compte plus de 300 000 garçons et filles âgés de cinq à seize ans répartis dans plus de 5 000 clubs de football et de cheerleaders et possède des affiliations au Mexique et au Japon. D'autres organisations comme la Police Athletic League ou la National Football League's NFL Youth Football Program s'occupent d'équipes de jeunes.
La National Federation of State High School Associations (NFHS) est fondée en 1920 en tant qu'organisation chapeautant de plus petites structures au niveau des différents États américains. Ces dernières gèrent le sport dans les écoles secondaires, y compris le football. C'est la NFHS qui établit les règles que suivent la plupart de ces organisations de football. Plus de 13 000 écoles ont une équipe de football et certaines possèdent des stades qui rivalisent avec ceux des collèges. À Denton, par exemple, un stade de 12 000 places ayant coûté 21 000 000 dollars accueille deux équipes de football locales. L'accroissement du football dans les écoles secondaires et son impact sur les petites villes a été l'objet d'une étude dans le livre Friday Night Lights puis dans le film et la série télévisée romancés du même nom.

## Le football américain en dehors des États-Unis
Le football américain est joué ailleurs qu'aux États-Unis depuis les années 1920 et a grandi en popularité après la Deuxième Guerre mondiale, spécialement dans les pays où stationnaient des militaires américains qui formaient alors l'essentiel des joueurs et des spectateurs. En 1998, la Fédération internationale de football américain (IFAF) voit le jour pour coordonner les compétitions amateurs internationales. En 2008, 52 pays des cinq continents sont sous l'égide de l'IFAF. L'IFAF dont le siège est à Paris, organise tous les quatre ans la Coupe du monde de football américain.
Jusqu'en 2007, le Japon domine le football américain amateur en dehors des États-Unis : l'équipe nationale japonaise remporte les deux premières coupes du monde organisées en 1999 et 2003 en battant à chaque fois le Mexique en finale. Les Japonais sont invaincus jusqu'à la finale de la coupe du monde 2007 perdu 20-23 contre les États-Unis.
Un but à long terme de l'IFAF est de faire du football américain un sport olympique reconnu par le Comité international olympique ; la seule apparition de ce sport aux Jeux olympiques date des Jeux olympiques d'été de 1932 comme sport de démonstration. Parmi les différents problèmes devant être résolus par l'IFAF pour faire reconnaître le football américain comme sport olympique figurent les compétitions féminines, l'extension du sport en Afrique et le déséquilibre mondial en faveur des équipes américaines.

### Mexique
Le football américain se joue au Mexique depuis le début des années 1920 et est un des sports favoris des minorités dans les collèges et universités mexicaines. Au fil des décennies, de plus en plus de collèges et universités participent au championnat et quatre catégories nommées fuerzas sont créées. la première fuerzas devient la National League en 1970. En 1978, elle est réorganisée et devient la Organización Nacional Estudiantil de Fútbol Americano (ONEFA).

### Japon
La Japan American Football Association  est fondée en 1934 avec trois équipes de collège : Rikkyo, Meiji et Waseda. En 1937, un match des étoiles opposant deux équipes représentant l'est et l'ouest du Japon attirent plus de 25 000 spectateurs.

### Europe
Le football américain fait ses débuts en Europe lors d'un tournoi entre quatre équipes de l'OTAN en Italie. Toujours en Italie, où il commence à s'implanter, se joue le premier match entre deux équipes européennes Piacenza et Legnano. La German Football League est créée en 1979. En 1981, les premiers matchs internationaux entre équipes européennes voient s'affronter l'Italie et l'Allemagne. 
Un an plus tard, l'American European Football Federation (AEFF) est formée par la Finlande, l'Italie, l'Allemagne, l'Autriche et la France. En 1985, elle devient l'European Football League et s'agrandit avec l'arrivée de la Suisse, des Pays-Bas et de la Grande-Bretagne. Maintenant connue sous le nom de Fédération européenne de football américain (European Federation of American Football), elle comprend vingt-deux membres à part entière. Aujourd'hui, il existe en Europe plus de 800 clubs dont 230 sont gérés par la Fédération allemande[réf. nécessaire].

## Sports similaires
D'autres sports partagent une histoire commune avec le football américain. Le football canadien est une forme de jeu qui a évolué parallèlement et bien que les deux sports aient une histoire commune, leurs règles ont d'importantes différences. L'Arena Football est un sport moderne dérivé du football américain ; inventé en 1981, il permet de joueur dans des enceintes réservées au hockey sur glace ou au basket-ball. Depuis 1987, l'Arena Football League est la ligue majeure de ce sport.